# Макарий Скалиерис
Макарий (на гръцки: Μακάριος) е гръцки духовник, митрополит на Вселенската патриаршия.

## Биография
Роден е със светската фамилия Скалиерис (Σκαλιέρης) на Лерос. През януари 1806 година е избран и по-късно е ръкоположен за търновски митрополит. На 18 юни 1817 година е избран за никейски митрополит. През април 1821 година е избран за ефески митрополит. Умира в Смирна на 22 декември 1830 година.